# FT Cottbus 93
FT Cottbus 93 (offiziell: Freie Turnerschaft Cottbus 1893) war ein Sportverein aus Cottbus. Die Fußballmannschaft wurde 1932 deutscher Vizemeister des Arbeiter-Turn- und Sportbundes (ATSB).

## Geschichte
Der Verein wurde im Jahre 1893 gegründet. Die Fußballabteilung entstand 20 Jahre später. Im Jahre 1923 gewannen die Cottbusser erstmals die Bezirksmeisterschaft und konnten diesen Erfolg in den Jahren 1924 und 1927 wiederholen. 1928 erreichten die Freie Turnerschaft erstmals das Finale um die Kreismeisterschaft, die die Qualifikation für die deutsche Meisterschaft bedeutet hätte. Vor 3.000 Zuschauern im neutralen Weißwasser unterlagen die Cottbusser jedoch dem TuS Süden Forst mit 3:8. Nach weiteren Bezirksmeisterschaften in den Jahren 1929 und 1931 gelang dann im Jahre 1932 der größte Erfolg der Vereinsgeschichte.
Als Sieger der Kreisendrunde qualifizierten sich die Cottbusser für die Deutsche ATSB-Meisterschaft 1932. Nach einem 5:2 über den FFV Ponarth aus Königsberg und einem 4:3 über Eintracht Reinickendorf-West erreichte die Freie Turnerschaft das Halbfinale. Dort setzte sich die Mannschaft vor 5.000 Zuschauern im Städtischen Stadion von Cottbus mit 4:3 gegen den VfK Leipzig-Südwest durch. Endspielgegner war der TSV Nürnberg-Ost, der vor 7.420 Zuschauern im Nürnberger Städtischen Stadion seinen Heimvorteil nutzte und deutlich mit 4:1 gewann. Ein Jahr später sicherten sich die Cottbusser erneut die Bezirksmeisterschaft, bevor der Verein nach der Machtergreifung der Nationalsozialisten verboten und aufgelöst wurde.